# Tandag
Tandag is een stad in de Filipijnse provincie Surigao del Sur op het eiland Mindanao. Bij de laatste census in 2007 had de stad ruim 50 duizend inwoners.

## Geschiedenis
Op 15 maart 2007 werd de wet aangenomen die de gemeente Tandag in een stad omvormde. Op 23 juni 2007 werd dit middels een volksraadpleging bekrachtigd. Deze omvorming tot stad werd twee jaar later, door een beslissing van het Filipijns hooggerechtshof op 21 mei 2009, als ongrondwettelijk bestempeld en weer ongedaan gemaakt. Eind 2009 kwam het hooggerechtshof echter weer terug op deze beslissing naar aanleiding van het ingediende bezwaarschrift.

## Geografie

### Bestuurlijke indeling
Tandag is onderverdeeld in de volgende 21 barangays:
| - Awasian - Bagong Lungsod - Bioto - Bongtod Pob. - Buenavista - Dagocdoc - Mabua - Mabuhay - Maitum - Maticdum - Pandanon | - Pangi - Quezon - Rosario - Salvacion - San Agustin Norte - San Agustin Sur - San Antonio - San Isidro - San Jose - Telaje |

## Demografie
Tandag had bij de census van 2007 een inwoneraantal van 50.459 mensen. Dit zijn 6.132 mensen (13,8%) meer dan bij de vorige census van 2000. De gemiddelde jaarlijkse groei komt daarmee uit op 1,80%, hetgeen lager is dan het landelijk jaarlijks gemiddelde over deze periode (2,04%). Vergeleken met de census van 1995 is het aantal mensen met 11.237 (28,6%) toegenomen.
De bevolkingsdichtheid van Tandag was ten tijde van de laatste census, met 50.459 inwoners op 291,73 km², 173 mensen per km².
Barobo · Bayabas · Bislig · Cagwait · Cantilan · Carmen · Carrascal · Cortes · Hinatuan · Lanuza · Lianga · Lingig · Madrid · Marihatag · San Agustin · San Miguel · Tagbina · Tago · Tandag